# Sandhubel
Il Sandhubel (2.764 m s.l.m.) è una montagna delle Alpi Retiche occidentali (sottosezione Alpi del Plessur).

## Descrizione
Si trova in Svizzera, nel Canton Grigioni, nel comune di Arosa.